# Uromyces mexicanus
Uromyces mexicanus ist eine Ständerpilzart aus der Ordnung der Rostpilze (Pucciniales). Der Pilz ist ein Endoparasit der Hülsenfrüchtlergattung Desmodium. Symptome des Befalls durch die Art sind Rostflecken und Pusteln auf den Blattoberflächen der Wirtspflanzen. Sie ist in Nordamerika verbreitet.

## Merkmale

### Makroskopische Merkmale
Uromyces mexicanus ist mit bloßem Auge nur anhand der auf der Oberfläche des Wirtes hervortretenden Sporenlager zu erkennen. Sie wachsen in Nestern, die als gelbliche bis braune Flecken und Pusteln auf den Blattoberflächen erscheinen.

### Mikroskopische Merkmale
Das Myzel von Uromyces mexicanus wächst wie bei allen Uromyces-Arten interzellulär und bildet Saugfäden, die in das Speichergewebe des Wirtes wachsen. Die Spermogonien und Aecien der Art sind unbekannt. Die unterseitig auf den Oberflächen der Wirtsblätter wachsenden Uredien des Pilzes sind zimtbraun und besitzen farblose Paraphysen. Ihre Uredosporen sind 21–24 × 17–20 µm groß, meist breitellipsoid und stachelwarzig. Die meist unterseitig auf den Oberflächen der Wirtsblätter wachsenden Telien der Art sind zimtbraun, lose bis dicht gruppiert, kompakt und unbedeckt. Die kastanienbraunen Teliosporen sind einzellig, in der Regel eiförmig bis ellipsoid, warzig und meist 23–28 × 17–20 µm groß. Ihre Stiele sind fast hyalin und bis zu 100 µm lang.

## Verbreitung
Das bekannte Verbreitungsgebiet von Uromyces mexicanus reicht von Zentralmexiko bis nach Arizona und New Mexico.

## Ökologie
Die Wirtspflanzen von Uromyces mexicanus sind verschiedene Desmodium-Arten. Der Pilz ernährt sich von den im Speichergewebe der Pflanzen vorhandenen Nährstoffen, seine Sporenlager brechen später durch die Blattoberfläche und setzen Sporen frei. Die Art durchläuft einen wahrscheinlich makrozyklischen Entwicklungszyklus, von dem bisher nur Uredien und Telien sowie deren Wirt bekannt sind. Ob sie einen Wirtswechsel vollzieht, lässt sich daher nicht sagen.